# Kitchener
Kitchener er en by i provinsen Ontario i Canada med 256.885 (2021) indbyggere. Storbyområdet, som også omfatter nabobyerne Waterloo og Cambridge, har 507 096 beboere. Det gør den til det største storbyområde i henhold til folketallet (CMA) i Canada og den fjerde største i Ontario alene. Byen bliver sammen med Cambridge i syd og Waterloo i nord ofte nævnt som «Kitchener-Waterloo» (K-W), men de har adskilte kommunale autoriteter. Sammen med Cambridge udgør de en urban treenighed; «the tri-cities».
Kitchener ligger i den sydlige del af provinsen Ontario ca. 100 km vest for storbyen Toronto. Kitchener er sæde for den regionale bykommune Waterloo. Byen dækker et areal på 136,86 km². Den 10. juni 2012 fejrede Kitchener som by hundredårsjubilæum. Kitchener hed tidligere «Town of Berlin» fra 1854 og indtil 1912, og var «City of Berlin» fra 1912 og til 1916 grundet byens mange tyske indvandrere, men ved begyndelsen af 1. verdenskrig opstod der spændinger mellem den tyske befolkning og andre beboere.» 